# Macrochaetus paggiensae
Macrochaetus paggiensae is een raderdiertjessoort uit de familie Trichotriidae. De wetenschappelijke naam van deze soort is voor het eerst geldig gepubliceerd in 2000 door Koste.